# Gustavo Ortiz Hernán
Gustavo Ortiz Hernán (* 1920 in San Luis Potosí (Stadt); † 1978 in Mexiko-Stadt) war ein  mexikanischer Botschafter.
1947 war Gustavo Ortiz Hernán Generalkonsul in San Antonio, Texas.
Die Regierungen von Mexiko und Israel nahmen am 1. Juli 1952 diplomatische Beziehungen auf. Gustavo Ortiz Hernán war der erste Botschafter an der mexikanischen Botschaft in Tel Aviv.
| Vorgänger                      | Amt                                                                               | Nachfolger                        |
| ------------------------------ | --------------------------------------------------------------------------------- | --------------------------------- |
| Carlos Darío Ojeda Rovira      | Mexikanischer Botschafter in Wien 20. Januar 1951 bis 14. April 1953              | Pedro Inzunza MacKay              |
| Francisco Asís de Icaza y León | Mexikanischer Botschafter in Brüssel 31. August 1952 bis 23. Oktober 1953         | Federico Antonio Mariscal Abascal |
| —                              | Mexikanischer Botschafter in Tel Aviv 31. Juli 1956 bis 3. April 1959             | Rodolfo Navarrete Tejero          |
| Roberto H. Orellana Romero     | Mexikanischer Botschafter in Santiago de Chile 14. Dezember 1959 bis 1. März 1965 | Ismael Moreno Pino                |